# Сетоучі
Сетоучі (яп. 瀬戸内市) — місто в Японії, в префектурі Окаяма.

## Міста-побратими
- Мітилена, Греція (1982)
- Хороканай, Японія (1989)
- Цушіма, Японія (1996)